# 野村光徳・好徳
野村 光徳・好徳（のむら みつのり・よしのり、1956年 - ）は、元子役、俳優をやっていた双子の兄弟である。大阪市出身。アカデミー児童劇団を経て、松竹芸能に所属していた。

## 来歴・人物
幼少から両親の意向で児童劇団に所属。
1966年の『忍者ハットリくん』では、交代で主役のハットリくんに扮し、一方が撮影に入っている間に、一方が学校に出席していた。
1967年放送の『怪獣王子』を最後に芸能界を引退。
1984年に『怪獣王子』の記録集作成にあたり、本作の監修者である鷺巣富雄、特撮監督の小嶋伸介と再会。その時点で光徳は会社員、好徳は教師をしていた。

## 出演作品

### テレビ
- うちのママ姉ちゃん（1963年）
- 拝啓カアチャン様（1964年）
- 忍者ハットリくん（1966年）(ハットリカンゾウ)
- 怪獣王子（1967年）- 光徳：（伊吹タケル/怪獣王子）主演、好徳（伊吹ミツル）